# يان جونز (لاعب كرة قدم)
يان جونز (بالإنجليزية: Ian Jones)‏ (11 يوليو 1980 بليفربول في المملكة المتحدة - ) هو لاعب كرة قدم بريطاني في مركز حراسة المرمى. شارك مع منتخب جزر تركس وكايكوس لكرة القدم.

## وصلات خارجية
- يان جونز على موقع قاعدة بيانات كرة القدم.إي يو (الإنجليزية)
- يان جونز على موقع ناشيونال فوتبول تيمز (الإنجليزية)